# Список альбомов № 1 в США в 2018 году (Billboard)
Список альбомов № 1 в США в 2018 году (#1 2018 Billboard 200) включает альбомы, возглавлявшие главный хит-парад Северной Америки каждую из 52 недель 2018 года по данным старейшего музыкального журнала США Billboard (данные стали известны заранее, так как публикуются в сети на неделю вперёд) и службы Nielsen SoundScan.

## Общие сведения
- 3 января (данные становятся известны заранее) хит-парад возглавил альбом Revival американского рэпера Эминема. Тираж составил 267,000 эквивалентных альбомных единиц (включая 197,000 традиционных альбомных продаж, а также эквивалентные альбомные треки и стриминг). Это его 8-й подряд дебютный чарттоппер, чего никому до него не удавалось достичь. Ранее он лидировал с дисками The Marshall Mathers LP 2 (2013), Recovery (2010), Relapse (2009), Curtain Call: The Hits (2005), Encore (2004), The Eminem Show (2002) и The Marshall Mathers LP (2000). У рэпера Jay-Z было 7 дебютных № 1 подряд (из 14 чарттоппеоров). У британской группы Beatles в 1965—1968 годах было 8 подряд чарттопперов (из 19), но все они начинали с меньшей позиции и лишь потом восходили до № 1 в США. У Rolling Stones в 1971—1981 годах также было 8 альбомов на позиции № 1 (из 9), но без дебюта на вершине. С 8 Эминем делит шестое место по этому показателю с Кенни Чесни, Madonna и U2. Кроме вышеупомянутых среди лидеров Брюс Спрингстин (11), Барбра Стрейзанд (11), Элвис Пресли (10), Гарт Брукс (9)[3].
- 27 января хит-парад возглавил альбом Camila американо-кубинской певицы Камилы Кабельо (20 лет и 10 месяцев) с тиражом 119,000 эквивалентных альбомных единиц (включая 65,000 традиционных альбомных продаж). Кабельо вошла в элитный клуб женщин, которые сначала были в чарте Billboard 200 (включая чартопперы) в составе своих групп, а потом стали № 1 с сольными альбомами. Кабельо до декабря 2016 года была членом женской вокальной группы Fifth Harmony. Ранее такое достижение имели Гвен Стефани-2016 (сольный альбом This Is What the Truth Feels Like) (из группы No Doubt с чарттоппером Tragic Kingdom, 1996), Бейонсе-2003 (Dangerously in Love) и LeToya-2006 (обе из группы Destiny’s Child-2001’s Survivor), Лорин Хилл-1998 (The Miseducation of Lauryn Hill) (из группы Fugees-1996’s The Score), Патти Лабелль-1986 (The Winner in You) (Labelle), Стиви Никс-1981 (Bella Donna) (из группы Fleetwood Mac с двумя чарттопперами — 1976, Rumours- 1977), Линда Ронстадт-1975 (Heart Like a Wheel) (The Stone Poneys), Дайана Росс-1973 (Lady Sings the Blues) (из группы The Supremes с тремя чарттопперами с 1966 по 1969) и Дженис Джоплин-1971 (сольник Pearl, девять недель № 1) (из группы Big Brother ag Company с чарттоппером Cheap Thrills, восемь недель № 1 в 1968 году)[4][5].
- 17 февраля хит-парад возглавил альбом Man of the Woods американского певца Джастина Тимберлейка с тиражом 293,000 эквивалентных альбомных единиц (включая 242,000 традиционных альбомных продаж), став 4-м для Тимберлейка чарттоппером в США[6].
- 24 февраля хит-парад возглавил альбом Black Panther: The Album американского певца Кендрика Ламара с тиражом 154,000 эквивалентных альбомных единиц (включая 52,000 традиционных альбомных продаж, 93,000 стриминговых эквивалентных альбомных единиц и 9,000 трековых эквивалентных альбомных единиц), став 4-м для Ламара чарттоппером в США, после To Pimp a Butterfly (2015), DAMN. (2017) и сборника Untitled Unmastered (2016). Этот диск состоит из 14 треков, включая 3 трека непосредственно навеянных аурой фильма «Чёрная пантера» и звучащих в нём[7].
- 10 марта 2018 года альбом This House Is Not for Sale рок-группы Bon Jovi снова (первый раз это произошло в конце 2016 года) возглавил американский хит-парад (с тиражом 120,000 эквивалентных альбомных единиц, причём все они истинные продажи), что связано с предстоящим концертным туром и началом продажи билетов на него (первый концерт намечен на 14 марта в зале Pepsi Center в Денвере). В результате таких взрывных продаж, альбом This House Is Not for Sale стал третьим диском в истории, вернувшимся в чарт Billboard 200 сразу на позицию № 1 после сходного достижения, установленного ранее альбомами The Very Best of Prince (после смерти певца Принса в 2016 году), и Traveller кантри-певца Криса Стэплтона (после его успешного выступления на шоу Country Music Association Awards в 2015 году). Кроме того, альбом This House Is Not for Sale совершил за 15 месяцев возврат на вершину чарта, что также рекордное по длительности этого срока достижение для этого основного американского хит-парад[8].
- 2 июня хит-парад возглавил альбом Love Yourself: Tear южнокорейской группы BTS с тиражом 135,000 эквивалентных альбомных единиц (включая 100,000 традиционных альбомных продаж, 26,000 стриминговых эквивалентных альбомных единиц и 9,000 трековых эквивалентных альбомных единиц), став 1-м чарттоппером в США для корейского (K-pop) и в целом для любого исполнителя из Азии. Это также второй альбом стиля K-pop в лучшей американской десятке top-10, после их же (BTS) альбома Love Yourself: Her, который был на позиции № 7 в 2017)[9][10][11].
- 9 июня хит-парад возглавил альбом Shawn Mendes канадского певца Шона Мендеса (в третий раз на позиции № 1). В 19 лет и 10 месяцев Мендес стал третьим самым молодым исполнителем с тремя чарттопперами в США после Justin Bieber (в 17 лет и 8 месяцев достиг показателя в три чарттоппера, третьим был Under the Mistletoe, в 2011 году) и Miley Cyrus (в 15 лет и 8 месяцев получила третий чарттоппер Breakout (2008)[12].
- 16 июня хит-парад возглавил альбом Ye хип-хоп музыканта Канье Уэста. Он дебютировал на первом месте американского хит-парада Billboard 200 с тиражом 208,000 альбомных эквивалентных единиц (включая 85,000 истинных альбомных прдаж без учёта треков и стриминга), что стало пятой самой успешной неделей продаж за весь год на это время, а для Уэста он стал 8-м подряд чарттоппером в карьере. Уэст догнал Эминема по числу чарттопперов (8 и также все дебютировали на вершине, рекорд) среди хип-хоп-исполнителей и уступает Jay-Z (14). А среди всех жанров лидирует группа The Beatles (19). Вместе с Эминемом (2000—2018) и The Beatles (1965-68), они единственные музыканты, у которых восемь подряд альбомов занимали первые места в США[13].
- 23 июня на первом месте дебютировал альбом Come Tomorrow рок-группы Dave Matthews Band, седьмой их чарттоппер в США. Группа стала первым в истории музыкальным коллективом с 7 подряд дебютами своих студийных дисков на № 1. Первым чарттопером был альбом Before These Crowded Streets (№ 1 в 1998 году)[14][15].
- 30 июня на первом месте дебютировал альбом Youngblood австралийской группы 5 Seconds of Summer. Это их 3-й чарттоппер после YSounds Good Feels Good (2015) и 5 Seconds of Summer (альбом) (2014). Таким образом, это 5 Seconds of Summer первая группа из Австралии с тремя альбомами № 1 в США[16].
- 7 июля на первом месте дебютировал альбом Pray for the Wicked группы Panic! at the Disco с тиражом 180,000 эквивалентных альбомных единиц, включая 151,000 традиционных альбомных продаж, из которых 26,000 виниловых пластинок (5-й показатель с 1991 года). Это их второй чарттоппер после Death of a Bachelor (№ 1 в 2016 году)[17].
- 14 июля на первом месте дебютировал альбом Scorpion канадского хип-хоп музыканта Дрейка и это его 8-й чарттоперр подряд. Ранее 8 раз подряд альбомов на первом месте имели только трое исполнителей: Канье Уэст, Эминем (оба 8 из 8) и The Beatles (8 из 19)[18].
- 1 сентября хит-парад возглавил альбом Sweetener американской певицы Арианы Гранде. Это её 3-й чарттоппер после My Everything (был № 1 в дату 13 сентября 2014) и Yours Truly (21 сентября 2013)[19].
- 15 сентября рэпер Эминем в 9-й раз возглавил основной альбомный хит-парад США с новым своим альбомом Kamikaze с тиражом 434,000 альбомных эквивалентных единиц (включая 252,000 истинных альбомных продаж без учёта 14 000 треков и 168 000 стримов). Он теперь делит с Гарт Брукс и The Rolling Stones пятое место по числу чарттопперов за всю историю. Больше только у таких музыкантов как The Beatles (19), Jay-Z (14), Брюс Спрингстин (11), Барбра Стрейзанд (11) и Элвис Пресли (10). Эминем уже 4-й исполнитель, которому за 12 месяцев удалось дважды с двумя своими новыми альбомами возглавлять хит-парад США. Ранее он это сделал с диском Revival (3 января 2018). А до него сходный «золотой дубль» сделали корейская группа BTS (Love Yourself: Answer, 8 сентября; Love Yourself: Tear, 2 июня), Logic (Bobby Tarantino II, 24 марта 2018; Everybody, 27 мая 2017) и Migos (Culture II, 10 февраля 2018; Culture, 18 февраля 2017)[20].

## Список 2018 года
| Дата        | Альбом № 1 недели          | Исполнитель              | Ссылка |
| ----------- | -------------------------- | ------------------------ | ------ |
| 3 января    | Revival                    | Эминем                   | [ 3 ]  |
| 6 января    | Reputation                 | Тейлор Свифт             | [ 21 ] |
| 13 января   | The Greatest Showman       | Саундтрек                | [ 22 ] |
| 20 января   | The Greatest Showman       | Саундтрек                | [ 23 ] |
| 27 января   | Camila                     | Камила Кабельо           | [ 4 ]  |
| 3 февраля   | Mania                      | Fall Out Boy             | [ 24 ] |
| 10 февраля  | Culture II                 | Migos                    | [ 25 ] |
| 17 февраля  | Man of the Woods           | Джастин Тимберлейк       | [ 6 ]  |
| 24 февраля  | Black Panther: The Album   | Саундтрек                | [ 7 ]  |
| 3 марта     | Black Panther: The Album   | Саундтрек                | [ 26 ] |
| 10 марта    | This House Is Not for Sale | Bon Jovi                 | [ 8 ]  |
| 17 марта    | Black Panther: The Album   | Саундтрек                | [ 27 ] |
| 24 марта    | Bobby Tarantino II         | Logic                    | [ 28 ] |
| 31 марта    | ?                          | XXXTentacion             | [ 29 ] |
| 7 апреля    | Boarding House Reach       | Джек Уайт                | [ 30 ] |
| 14 апреля   | My Dear Melancholy,        | The Weeknd               | [ 31 ] |
| 21 апреля   | Invasion of Privacy        | Карди Би                 | [ 32 ] |
| 28 апреля   | Rearview Town              | Jason Aldean             | [ 33 ] |
| 5 мая       | KOD                        | J. Cole                  | [ 34 ] |
| 12 мая      | Beerbongs & Bentleys       | Post Malone              | [ 35 ] |
| 19 мая      | Beerbongs & Bentleys       | Post Malone              | [ 36 ] |
| 26 мая      | Beerbongs & Bentleys       | Post Malone              | [ 37 ] |
| 2 июня      | Love Yourself: Tear        | BTS                      | [ 9 ]  |
| 9 июня      | Shawn Mendes               | Шон Мендес               | [ 12 ] |
| 16 июня     | Ye                         | Канье Уэста              | [ 13 ] |
| 23 июня     | Come Tomorrow              | Dave Matthews Band       | [ 14 ] |
| 30 июня     | Youngblood                 | 5 Seconds of Summer      | [ 16 ] |
| 7 июля      | Pray for the Wicked        | Panic! at the Disco      | [ 17 ] |
| 14 июля     | Scorpion                   | Дрейк                    | [ 18 ] |
| 21 июля     | Scorpion                   | Дрейк                    | [ 38 ] |
| 28 июля     | Scorpion                   | Дрейк                    | [ 39 ] |
| 4 августа   | Scorpion                   | Дрейк                    | [ 40 ] |
| 11 августа  | Scorpion                   | Дрейк                    | [ 41 ] |
| 18 августа  | Astroworld                 | Трэвис Скотт             | [ 42 ] |
| 25 августа  | Astroworld                 | Трэвис Скотт             | [ 43 ] |
| 1 сентября  | Sweetener                  | Ариана Гранде            | [ 19 ] |
| 8 сентября  | Love Yourself: Answer      | BTS                      | [ 44 ] |
| 15 сентября | Kamikaze                   | Эминем                   | [ 20 ] |
| 22 сентября | Egypt Station              | Пол Маккартни            | [ 45 ] |
| 29 сентября | Cry Pretty                 | Кэрри Андервуд           | [ 46 ] |
| 6 октября   | Iridescence                | Brockhampton             | [ 47 ] |
| 13 октября  | Tha Carter V               | Лил Уэйн                 | [ 48 ] |
| 20 октября  | A Star Is Born             | Леди Гага и Брэдли Купер | [ 49 ] |
| 27 октября  | A Star Is Born             | Леди Гага и Брэдли Купер | [ 50 ] |
| 3 ноября    | A Star Is Born             | Леди Гага и Брэдли Купер | [ 51 ] |
| 10 ноября   | Sì                         | Андреа Бочелли           | [ 52 ] |
| 17 ноября   | Not All Heroes Wear Capes  | Metro Boomin             | [ 53 ] |
| 24 ноября   | Experiment                 | Кейн Браун               | [ 54 ] |
| 1 декабря   | Delta                      | Mumford & Sons           | [ 55 ] |
| 8 декабря   | Astroworld                 | Трэвис Скотт             | [ 56 ] |
| 15 декабря  | Championships              | Meek Mill                | [ 57 ] |
| 22 декабря  | Skins                      | XXXTentacion             | [ 58 ] |
| 29 декабря  | Dying To Live              | Kodak Black              | [ 59 ] |